# سلطان أباد (ديكلة)
سلطان أباد (بالفارسية: سلطان‌آباد) هي منطقة سكنية تقع في إيران في قسم ديكلة الریفي. يقدر عدد سكانها بـ 28 نسمة .